# Château de Saint-Maurice-de-Rémens
Le château de Saint-Maurice-de-Rémens date du XVIIIe siècle ; il est situé à Saint-Maurice-de-Rémens (Ain) à 50 km au nord-est de Lyon et 35 km au sud-est de Bourg-en-Bresse. Il est parfois surnommé le « château du Petit Prince » ou, familièrement, le « château de Saint-Ex » en raison du lien qui unit l'édifice à Antoine de Saint-Exupéry. En effet, l'auteur a vécu dans cette propriété familiale durant une grande partie de son enfance.

## Histoire
Il a été construit au milieu du XVIIIe siècle par Claude Colabau de Rignieux (né en 1715, décédé après 1797), ancien capitaine au régiment de Bourbonnais. « La Révolution ne l’inquiéta point. On ne toucha à son château que pour en abaisser les deux tours, au nom de l’égalité ». 
N’ayant pas de descendance, il l'a transmis à son neveu Jean Marie Alexandre Colabau de Julienas (1742-1812), ancien lieutenant-colonel du régiment des Gardes françaises, chevalier de Saint-Louis, qui est mort à Saint-Maurice, comme l’atteste son épitaphe conservée sous le clocher de l’église. 
Adolphe de Tricaud est indiqué comme propriétaire du château de Saint-Maurice en 1829. Léopold y habite déjà en 1862 mais il n’en obtient officiellement la propriété qu’en 1872, au décès de son père. C’est à cette époque qu’il a dû refaire les façades, aménager les attiques des ailes (étêtées à la Révolution) et construire la chapelle. Vers 1880, il fait rebâtir des écuries et une sellerie à l’ouest du château.
Gabrielle de Lestrange, veuve de Léopold de Tricaud, conserve le domaine après la mort de son mari, puis elle en fait don à son décès à sa petite nièce, Marie de Fonscolombe, en avril 1920. Dépourvue elle-même de toute fortune personnelle et peu douée pour les affaires d’argent, celle-ci vend la ferme et les terres. Le château accueille Antoine de Saint-Exupéry pendant une partie de son enfance et il ne cesse d’y faire référence dans nombre de ses œuvres et de ses écrits (Terre des hommes, Pilote de guerre, par exemple). Il est baptisé dans sa chapelle en 1900 et y participe à un dernier Noël familial en 1932.
Esseulée après le décès de deux de ses enfants et le départ des trois autres devenus adultes, dans l’impossibilité d’assurer les frais d’entretien du domaine qui nécessite de grosses réparations, elle décide en 1931 de le mettre en vente.
Le château est acquis le 20 décembre 1932 (date de l'acte authentique) par la caisse des écoles de la ville de Lyon, pour en faire une colonie préventorium, ce dont se réjouit la comtesse de Saint Exupéry. 
- Colonie préventorium de septembre 1933, date de l'inauguration, à 1953 ;
- Internat d’octobre 1953 à décembre 1986, l’établissement accueillait de jeunes Lyonnais, des pupilles de la Nation puis des enfants placés ; sa gestion est confiée aux PEP (pupilles enseignement public) ;
- Colonie de 1933 jusqu’aux années 1990 pour les enfants des villes de Brest et de Lyon, gérée par la caisse des écoles de cette dernière. De 1953 à 1986, les deux entités gestionnaires du site s'en répartissent les frais.

En septembre 1939, le château est réquisitionné pour un projet d'installation d'hôpital militaire complémentaire, décidant l'installation du chauffage central. Le domaine est rendu à la caisse des écoles de la ville de Lyon le 27 juillet 1940.
En décembre 1944, en clin d'œil aux rêves aéronautiques d'Antoine de Saint-Exupéry, des pilotes de la TAF (Tactical air force (en)) décollèrent de Saint-Maurice-de-Rémens. Ceux-ci venaient en appui de la première armée française opérant en Alsace et séjournaient au château. Parmi eux se trouvait l'as français Edmond Marin la Meslée de la 5e escadre de chasse.

## Époque contemporaine

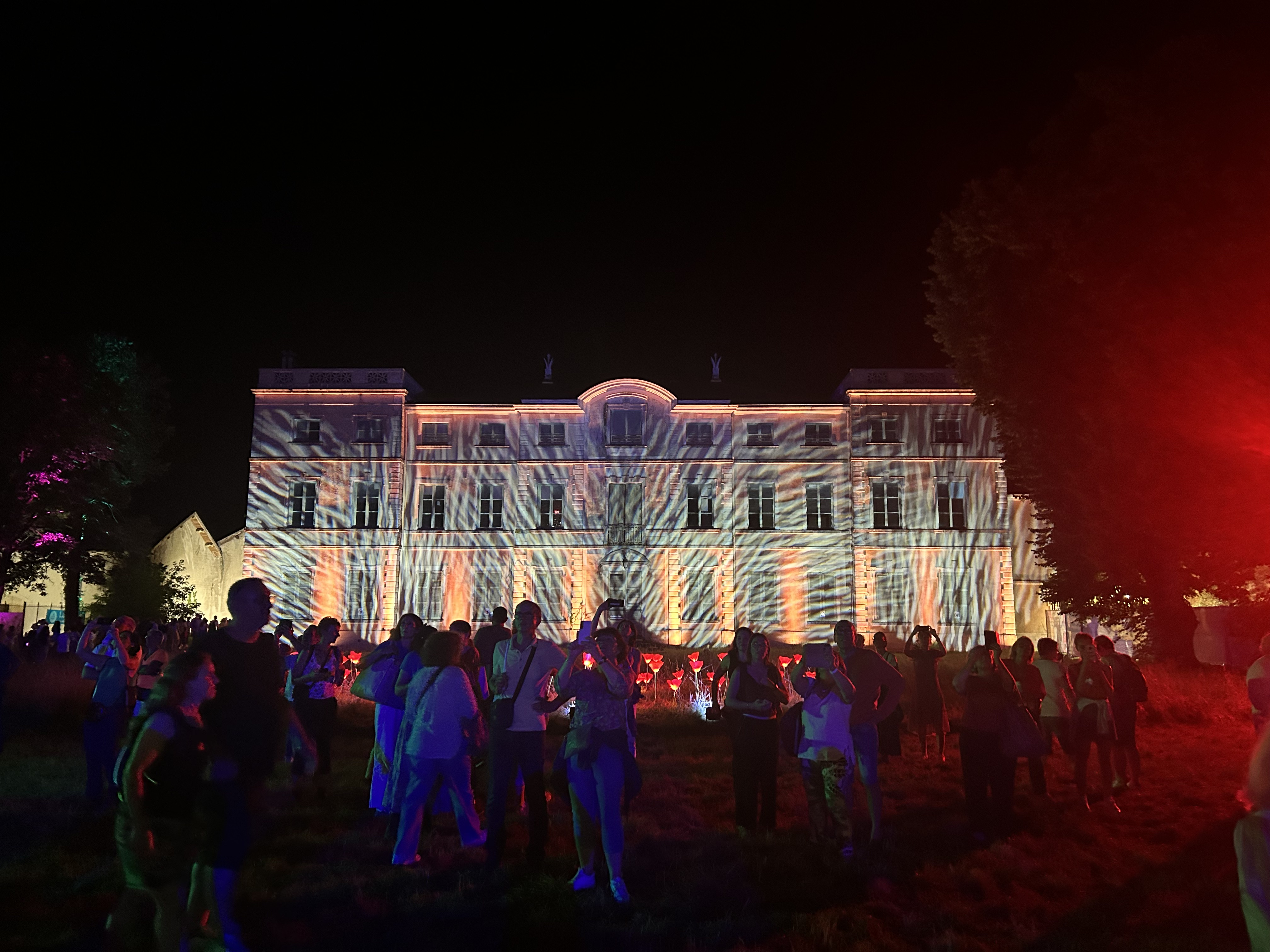
Le parc du château accueille depuis 2023 des concerts du festival du Printemps de Pérouges.

En 1999, une réplique du château est construite à Hakone (Japon), pour accueillir The Little Prince Museum,.
Jusqu'en 2009, le château reste la propriété de la ville de Lyon,, même si plusieurs de ses édiles avaient déjà tenté de s'en séparer. Il est acheté 950 000 € à cette date par la commune de Saint-Maurice-de-Rémens, laquelle, soutenue par les ayants droit d'Antoine de Saint-Exupéry, conduit le projet de l'ouverture d'une « Maison du Petit Prince, un lieu culturel dédié à l'œuvre et à la mémoire de Saint-Exupéry »,. Ce projet ne peut finalement pas aboutir et le château replonge dans l'oubli.
La région Auvergne-Rhône-Alpes fait l'acquisition du château et de son parc en février 2020 afin de relancer le projet. L'ouverture du lieu mémoriel est prévue en 2024, année des 80 ans de la mort d'Antoine de Saint-Exupéry. La date de 2025 est aussi avancée.
À l'été 2021, un spectacle son et lumière consacré au Petit Prince est organisé sur le domaine, qui réunit 11 000 visiteurs.
S'il ne reste presque plus de mobilier (en date de 2022), une réplique de l'avion à bord duquel l'écrivain disparut est conservée dans les anciennes écuries.
Le parc du château accueille les concerts de l'édition 2023 du Printemps de Pérouges. C'est à nouveau le cas en 2024.

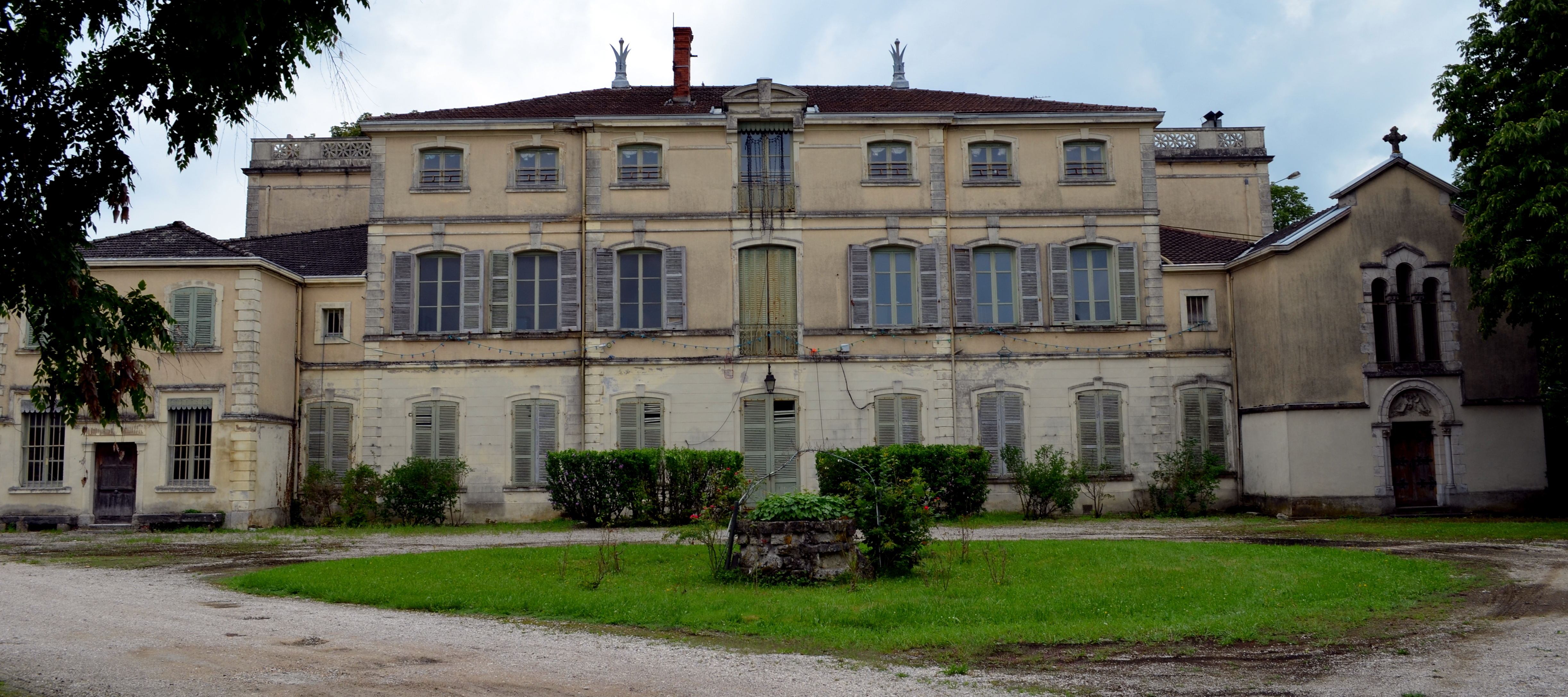
Le château en juillet 2014.